# Maureen Beattie
Maureen Beattie (Bundoran, 14 augustus 1953) is een Iers actrice.

## Biografie
Beattie werd geboren in Bundoran als dochter van een bekend Schotse acteur en stand-upkomiek Johnny Beattie, als oudste van vier kinderen. Zij groeide op in Glasgow waar zij het acteren leerde aan de Royal Scottish Academy of Music and Drama.
Beattie begon in 1966 als jeugdactrice met acteren in de televisieserie This Man Craig waarna zij nog meerdere rollen speelde in televisieseries en films. Zij is onder andere bekend van Casualty (1991–1993) en The Bill (2002–2003). Naast het acteren voor televisie is zij ook actief in het theater in zowel Schotland als Engeland.

## Filmografie

### Films
Uitgezonderd korte films.
- 2023: Sunlight - als Maria
- 2017: National Theatre Live: Yerma - als Helen
- 2014: The List – verteller
- 2011: The Decoy Bride – Iseabail
- 2003: Twelfth Night, or What You Will – Maria
- 2000: The Last Musketeer – Sallie Latham
- 1995: Ruffian Hearts – Beattie
- 1982: People V Scott – ms. Veronica Tyler / mrs. Mavis Bush

### Televisieseries
Uitgezonderd eenmalige gastoptredens.
- 2025: Fear - als Eileen Lyle (2 afl.)
- 2025: Playing Nice - als Edith Lambert - (2 afl.)
- 2023: Black Cake - als verpleegster Ethel - (2 afl.)
- 2022: Our House - als Tina Lawson (3 afl.)
- 2020: Deadwater Fell - als Carol (4 afl.)
- 2011: Doctors – Helen Curtis (2 afl.)
- 2005: The Worst Week of My Life – Toni (2 afl.)
- 2002–2003: The Bill – Jane Fitzwilliam (9 afl.)
- 1999: Wing and a Prayer – Anna Crozier (8 afl.)
- 1997: Bramwell – Alice Costigan (7 afl.)
- 1994: All Night Long – Vanda (6 afl.)
- 1994: The Chief – Gemma Marshall (3 afl.)
- 1991–1993: Casualty – Sandra Nicholl (29 afl.)
- 1987: Truckers – Mary Brough (4 afl.)
- 1985–1986: Troubles and Strife – Mary (13 afl.)
- 1981–1982: Maggie – Cathy Bruce (8 afl.)

- International Standard Name Identifier: 0000 0001 3199 8166
- Library of Congress Control Number: no2012043268
- Nationale Bibliotheek van Israël: 987011827751905171
- Virtual International Authority File: 232998553
- WorldCat: E39PBJg4pfhjKVxTH9YHdpJv73